# 南宫山站
南宫山站是位于贵州省遵义市红花岗区南宫山的一个铁路车站，邮政编码563004。车站建于1965年，有川黔铁路经过该站，2019年11月25日川黔铁路遵义外绕线启用后撤销。撤销前仅办理货运业务，不办理客运业务，车站及其上下行区间均已电气化。车站距离重庆站319公里，隶属成都铁路局，是三等站。

## 概要
南宫山站原设有12条股道，川黔铁路电气化后增加至15条。2010年车站停办客运业务。
车站办理整车不怕湿货物发到及专用线货运业务，货源吸引区为遵义市、毕节地区及金沙县，主要办理发到货物品类为煤炭类及金属矿。车站货场面积3500平方米，其中露天货位3100平方米，设有通往汇兴铁合金、遵义钛业、遵义碱厂、中央储备粮遵义直属库及贵阳机务段的专用线。2019年8月30日，车站停办货运到达业务。